# دیوید هلبایک
دیوید هلبایک (انگلیسی: David Hellebuyck؛ زادهٔ ۱۲ مهٔ ۱۹۷۹) بازیکن فوتبال اهل فرانسه است که در پست هافبک بازی می‌کرد.
از باشگاه‌هایی که در آن بازی کرده‌است می‌توان به باشگاه فوتبال لوزان-اسپورت، باشگاه فوتبال المپیک لیون، باشگاه فوتبال گنگام، باشگاه فوتبال سن-اتین، باشگاه فوتبال پاری سن ژرمن، و باشگاه فوتبال نیس اشاره کرد.
وی همچنین در تیم ملی فوتبال زیر ۱۸ سال فرانسه بازی کرده‌است.